# Pigazzano

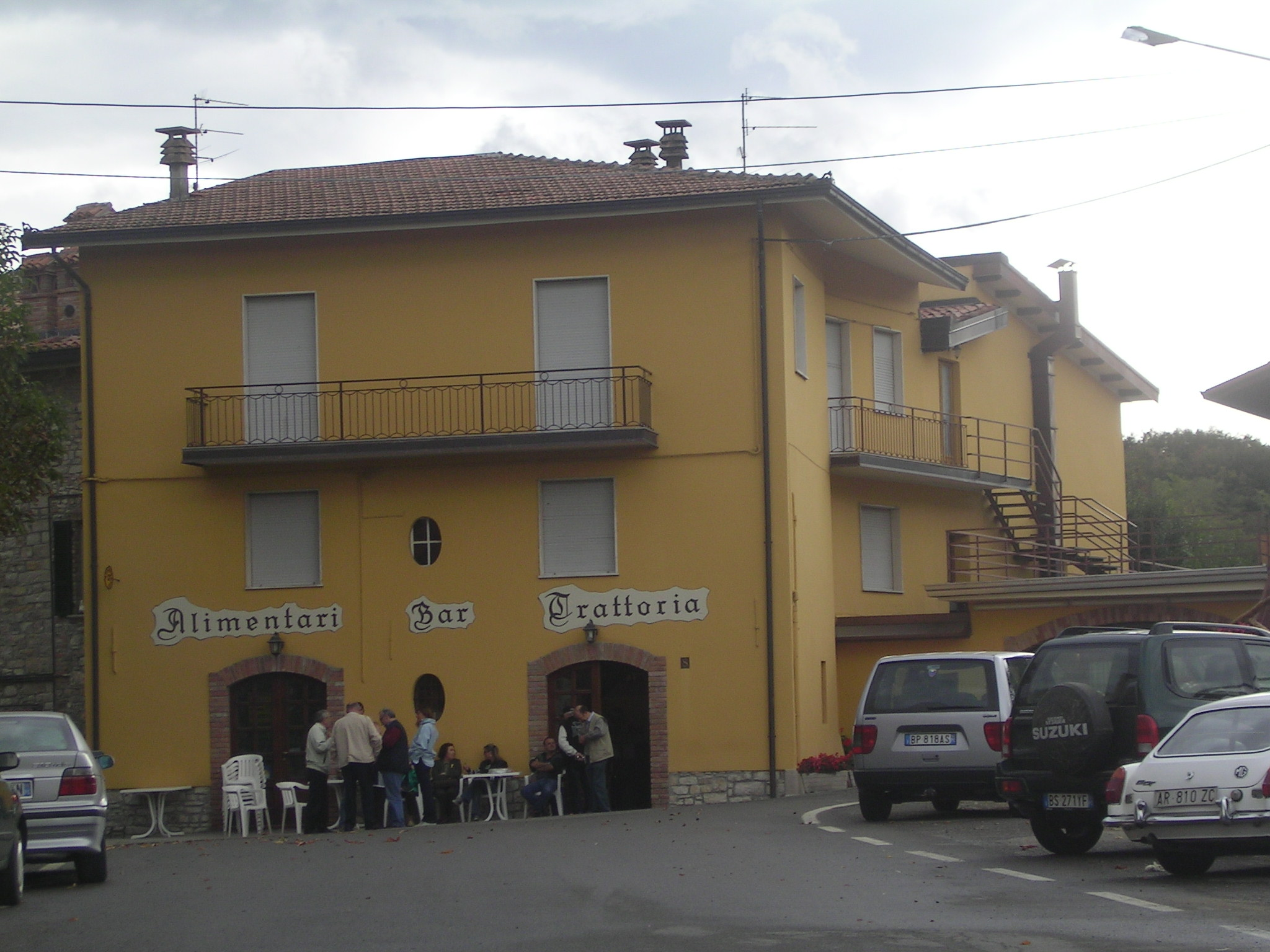
Centro de Pigazzano.

Pigazzano es una frazione italiana de la comuna de Travo, en la Provincia de Piacenza, región de Emilia-Romaña, localizada a 24 km al suroeste de Piacenza. En términos de eventos, desde el año 2003, la asociación Amici di Pigazzano organiza un festival tradicional anual denominado Pigazzano sotto le stelle, que tiene una duración de 3 días y se lleva a cabo en los días de la Fiesta de la Asunción.

## Galería de fotos

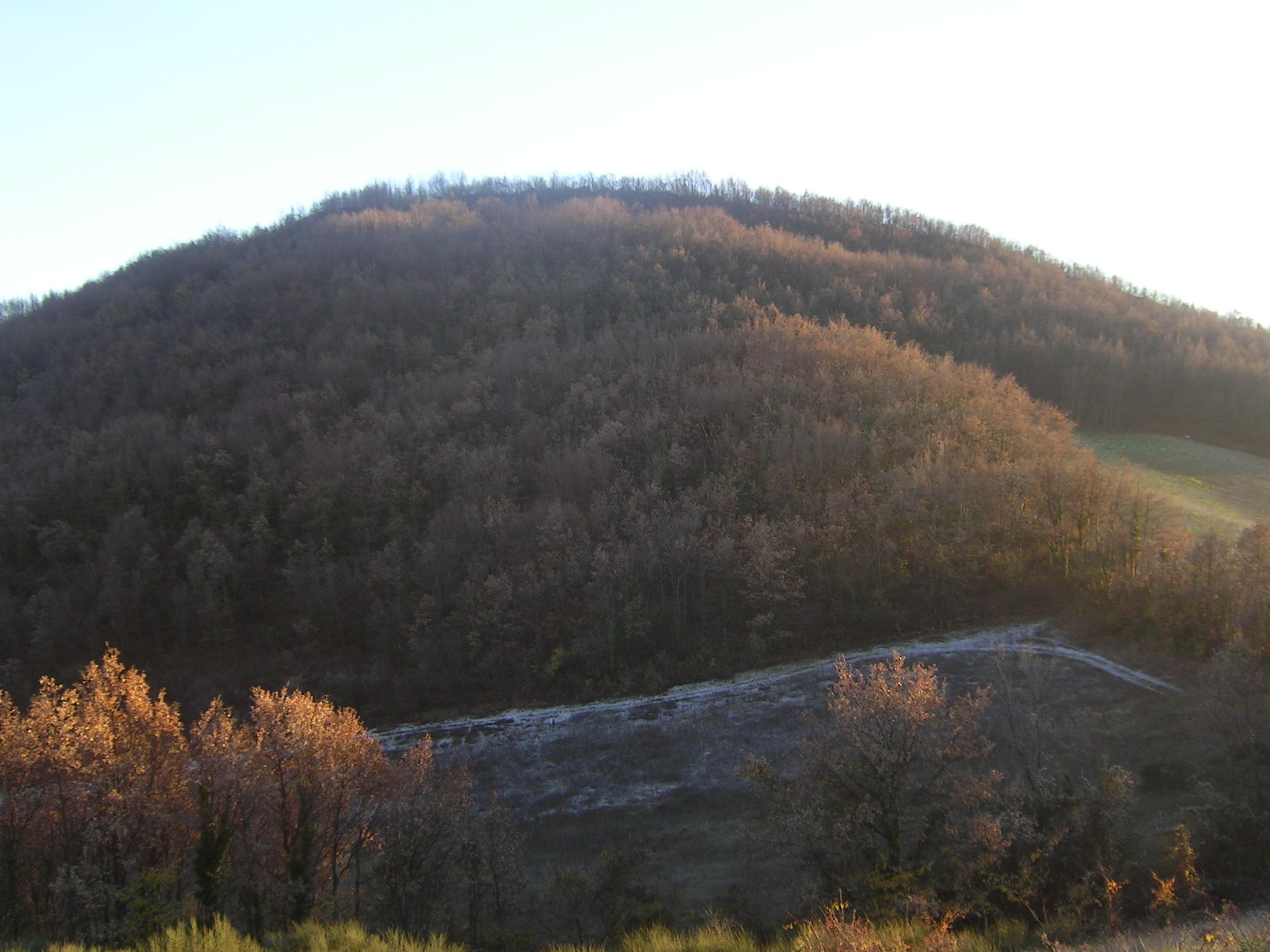
Monte Pillerone
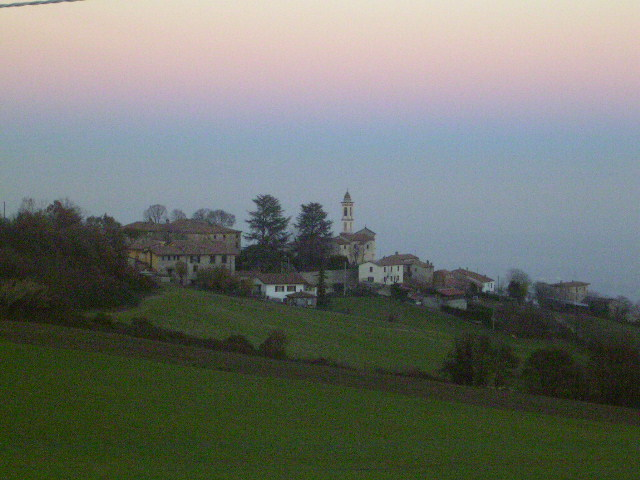
Pigazzano
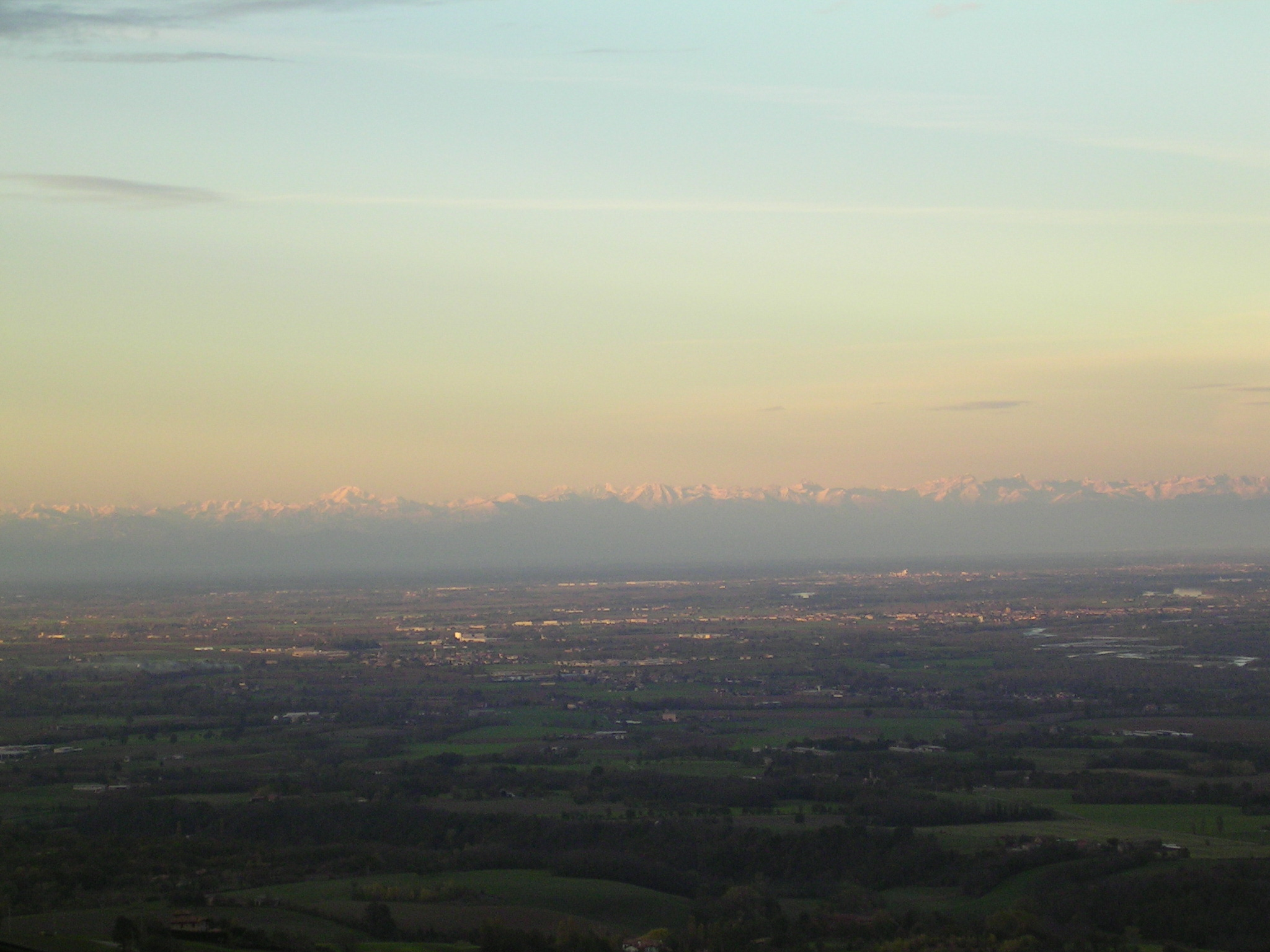
Vista panorámica